# Louise Glücková
Louise Glücková (občanským jménem Louise Elisabeth Glück /ɡlɪk/; 22. dubna 1943, New York – 13. října 2023) byla americká básnířka a esejistka. V roce 2020 jí byla udělena Nobelova cena za literaturu „za její nezaměnitelný poetický hlas, který díky strohé kráse dává individuální existenci univerzální rozměr“.

## Život
Glücková se narodila v New Yorku a vyrůstala na Long Islandu. Její prarodiče z otcovy strany pocházeli z Maďarska a byli židovského původu. Matka Beatrice Glücková roz. Grosby byla rovněž židovského původu, její předkové přišli do USA z Ruska.
Rodiče jí v dětství přiblížili řeckou mytologii a mnohá témata z klasické literatury, například život Johanky z Arku (Jeanne d'Arc). Studovala nejprve na George W. Hewlett High School ve městě Hewlett Bay Park ve státě New York. Na této střední škole začala trpět mentální anorexií, později však nemoc překonala. Později studovala na Sarah Lawrence College a na Kolumbijské univerzitě, ale nezískala titul. Kromě brzké spisovatelské činnosti působila jako učitelka poezie na několika akademických institucích. V současné době je Glücková lektorkou a rezidenční spisovatelkou na Yaleově univerzitě.
Byla dvakrát vdaná. V roce 1967 se provdala za Charlese Hertze Jr. ze známé podnikatelské rodiny, avšak manželství dlouho nevydrželo. V roce 1973 se jí narodil syn Noah, jehož má se svým tehdejším partnerem Johnem Dranowem, který působil jako lektor tvořivého psaní na Goddard College. Glücková a Dranow uzavřeli v roce 1977 manželství, které bylo rozvedeno koncem 90. let.
Spisovatelka žije v Cambridge ve státě Massachusetts.

## Dílo a jeho ocenění
Glücková je mnohdy popisována jako autobiografická básnířka; její dílo je známo svou emocionální intenzitou. Často čerpá z mýtu, historie nebo přírodních jevů; medituje o osobních zkušenostech a moderním životě, inspiruje se i psychoanalýzou, kterou sama v mládí po dobu sedmi let prodělala. Zabývá se také tématy izolace, osamělosti, zklamání, odmítnutí a ztrát, proto je někdy recenzenty označována jako pochmurná a temná básnířka.
Za své dílo získala řadu významných literárních ocenění ve Spojených státech, mimo jiné National Book Critics Circle Award (1985), Pulitzerovu cenu pro básnictví (1993), Bollingenskou cenu (2001), National Book Award for Lyrics (2014) a National Humanities Medal (2016). V letech 2003 až 2004 byla básníkem laureátem knihovny Kongresu Spojených států. V roce 2020 následovala další vysoká pocta, Nobelova cena za literaturu.

## Výběrová bibliografie

### Básnické sbírky
- Firstborn (1968)
- The House on Marshland (1975)
- Descending Figure (1980)
- The Triumph of Achilles (1985)
- Ararat (1990)
- The Wild Iris (1992; v češtině Divoký kosatec, 2007)
- The First Four Books of Poems (1995)
- Meadowlands (1997)
- Vita Nova (1999)
- The Seven Ages (2001)
- Averno (2006)
- A Village Life (2009)
- Poems: 1962-2012 (2012)
- Faithful and Virtuous Night (2014; v češtině Noc věrnosti a ctnosti, 2017)

### Próza
- Proofs and Theories: Essays on Poetry (1994)
- American Originality: Essays on Poetry (2017)

## Česká vydání
- Ukázky z básnířčiny tvorby jsou obsaženy v knize Vítr z Narragansettu, Praha: Fra, 2002, přeložil Petr Mikeš.
- Divoký kosatec, Zblov: Opus 2007, přeložila Veronika Revická.
- Noc věrnosti a ctnosti, Praha: Argo 2017, přeložila Tereza Vlášková.